# لورا ليبمان
لورا ليبمان Laura Lippman (ولدت في 31 يناير 1959) روائية وصحفية أمريكية، ألفت أكثر من عشرين رواية من الأدب البوليسي.

## حياتها
ولدت في مدينة أتلانتا في ولاية جورجيا الأمريكية، ونشأت في مدينة كولومبيا في ولاية ميرلاند. وهي ابنة ثيو ليبمان الابن الذي عمل صحفيا في صحيفة بالتيمور صن، ومادلين مابري ليبمان وهي أمينة مكتبة متقاعدة عملت في نظام التعليم الحكومي لمدينة بالتيمور. وكان جدها لأبيها يهوديا، وبقية أسلافها من الأيرلنديين والإسكوتلانديين. ونشأت على المذهب البريسبيتاني.
التحقت بالمدرسة الثانوية في كولومبيا في ولاية ميريلاند، حيث كانت قائدة مدرسة وايلد ليك الثانوية في برنامج المسابقات التلفزيوني «إنه أكاديمي». كما شاركت في العديد من العروض المسرحية منها «قوس قزح فينيان»، «القبرة»، «حاف في المنتزه». وتخرجت من مدرسة وايلد ليك الثانوية في عام 1977.
عملت ليبمان مراسلة صحفية في صحفية سان أنتونيو لايت (لم تعد موجودة حاليا) وصحيفة بالتيمور صن. واشتهرت بكتابتها سلسلة من الروايات التي تدور أحداثها في بالتيمور وشخصيتها الرئيسية «تيس موناغان» مراسلة تتحول إلى محققة خاصة.
وقد فازت أعمال ليبمان على جوائزة أغاثا وأنتوني وإدغار ونيرو وغامشو وشاموس.
وكانت روايتها «ما يعلمه الموتي» 2007 أول كتبها التي دخلت قائمة الكتب الأكثر مبيعا، ودخلت القائمة القصيرة لجائزة داغر من اتحاد كتاب أدب الجريمة.
وإضافة إلى روايات تيس موناغان، حُوِّلت رواية «كل شيء سري» إلى فيلم سينمائي عام 2014 من بطولة ديان لين. وحُولت روايتها «سيدة في البحيرة» إلى مسلسل على شبكة أبل.
تعيش ليبمان في حي فيديرال هيل في جنوب بالتيمور، وتكتب بانتظام في مقهى اسمه «سبونز» المجاور لمنزلها.
وبالإضافة إلى الكتابة، عملت بالتدريس في كلية غاوتشر في تاوسون في ولاية ميريلاند، وهي قرب مدينة بالتيمور. وفي يناير 2007 درَّست ليبمان في كلية إيكارد في دورة «كتاب في الفرودس» السنوية في نسختها الثالثة. وفي مارس 2013 حضرت ضيفة في مؤتمر «أدب الجريمة في الساحل الشرقي».
تزوجت بديفيد سيمون وهو مراسل صحفي سابق في صحيفة بالتيمور صن، والمبتكر والمنتج التنفيذي لمسلسل «السلك» في شبكة إتش بي أو. وفيها تظهر شخصية «بانك» وهو يقرأ أحد كتبها «في مدينة غريبة»، في الحلقة الثامنة من الموسم الأول من المسلسل. وظهرت ليبمان في مشهد في الحلقة الأولى من الموسم الأخير كمراسلة صحفية تعمل في غرفة أخبار صحيفة بالتيمور صن.
أنجبت ليبمان من سيمون ابنة اسمها جورجيا راي سيمون ولدت عام 2010.

## أعمالها

### سلسلة تيس موناغان
- بلوز بالتيمور - 1997
- مدينة السحر - 1997
- تل الجزارين - 1998
- في ورطة كبيرة - 1999
- بيت السكر - 2000
- في مدينة غريبة - 2001
- المكان الأخير - 2002
- بخيط عنكبوت - 2004
- لا أفعال جيدة - 2006
- شيء آخر ليسقط - 2008
- الفتاة في معطف المطر الأخضر - 2011
- اسكت، اسكت - 2015

### أعمال منفصلة

#### روايات
- كل الأشياء السرية - 2004
- إلى قوة الشجرة - 2005
- ما يعرفه الموتى - 2007
- جمل الحياة - 2009
- أعرفك في كل مكان - 2010
- أخطر الأشياء - 2011
- وعندما كانت طيبة - 2014
- وايلد ليك - 2016
- لفحة شمس - 2018
- سيدة في البحيرة - 2019
- فتاة الأحلام - 2021

### مجموعات قصصية
- بالتيمور نوار - 2006
- بالكاد عرفتها - 2008